# Clotilde Joano
Clotilde Joano, richtiger Name Clotilde Rabinovitch, (geboren 3. Januar 1932 in Genf; gestorben am 23. März 1974 in Milly-la-Forêt) war eine französische Schauspielerin. Zu ihren bekanntesten Filmrollen zählen die Jacqueline in Die Unbefriedigten, Jeanne in Pack den Tiger schnell am Schwanz und die Shoula in Z.
Sie starb 1974 an Krebs.

## Ausbildung
Die Tochter eines Russen und einer Schweizerin verbrachte ihre Kindheit und Jugend in Aix-en-Provence. Sie ging nach Paris, wo sie bei Charles Dullin, Tania Balachova und Michel Vitold Schauspielunterricht erhielt. Sie besuchte auch Kurse bei René Simon und debütierte in Lysistrata.

## Theaterkarriere
Roger Planchon besetzte sie in vielen Stücken, darunter La Nuit des Rois, in Shakespeares Heinrich IV und Falstaff sowie in Molières Georges Dandin. von Shakespeare sowie in Molières George Dandin. Sie wurde in der Folgezeit auch von luchino Visconti am Théâtre du Gymnase in Après la chute neben Annie Girardot und Michel Auclair inszeniert, Am Théâtre La Bruyère spielte sie in Tobie und Sara  sowie bei Jean Vilar am Théâtre National Populaire als Ismene in Racines Phädra.

## Fernsehkarriere
Ihr TV-Debüt gab sie 1959 in der Hauptrolle von Jean Prats Alphonse-Daudet-Verfilmung Clarisse Fenigan. Ihr Partner war hier Philippe Noiret. Jean Prat besetzte sie auch für die TV-Verfilmung von Tschechows Drei Schwestern, in der sie die Mascha spielte. Es folgten weitere große TV-Rollen, so 1961 die Fleur de Marie in Marcel Cravennes Adaption von Eugène Sues Die Geheimnisse von Paris (Les mystères de Paris, 1961). Weitere TV-Werke sind Hautecalire (1962) mit Mireille Darc und die Titelrolle der Indiana in Edmond Tiborovskys George-Sand-Verfilmung. Bei Tiborovsky spielt sie auch in Le jeu d'Elsenberg. Marcel Bluwal besetzt sie 1963 als Blance in Le scieur de long mit Jean Rochefort und Georges Géret. Neben Pierre Massimi spielt sie in François Villiers’ Un beau dimanche (1966) und neben Pierre Michaël in zwei Fernsehfilmen: als Mary in Mary de Cork (1967) und als Lena in Bouclage (1968). Außerdem spielt sie in einigen Folgen der Serie Les chevaliers du ciel mit Jacques Santi und Christian Marin. Sie hatte auch eine Gaststar-Rolle in der Serie Graf Yoster gibt sich die Ehre: In der Folge Spiel mit dem Tode spielte sie neben Pierre Vernier die Adelheid Briesheim. Ihr letzter Fernsehfilm war 1974 L'amour triste unter der Regie ihres Ehemannes François Martin mit Bernard Verley.

## Kinokarriere
Ihr Filmdebüt gab sie 1960 in einer der vier weiblichen Hauptrollen von Claude Chabrols Die Unbefriedigten. Neben Bernadette Lafont, Stéphane Audran und Lucile Saint-Simon spielte sie die Verkäuferin Jacqueline auf der Suche nach dem idealen Mann. Ihre Rolle wird am Ende von einem Motorradfahrer (Mario David) vergewaltigt und in einem Waldstück ermordet.
Es folgten die Rollen der Fanny neben Marie-José Nat und Jean Sorel in Michel Drachs Elise oder das wahre Leben (1961) und die der Anne Bergerat neben Michel Ruhl und Jill Hayworth in André Michels Ton ombre est la mienne (1963). 1969 folgen zwei ihrer wichtigsten Rollen, die der jungen Gräfin Jeanne, die sich in Yves Montand verliebt, in Philippe de Brocas Komödie Pack den Tiger schnell am Schwanz und die Shoula in Costa-Gavras’ Z. 1969 spielte sie in Vittorio De Setas Film Die Eingeladene neben Michel Piccoli und weiteren Jungstars ihrer Generation: Jacques Perrin, Joanna Shimkus und Paul Barge. 1973 wird sie erneut von Claude Chabrol besetzt: in Blutige Hochzeit ist sie die Film-Ehfrau von Michel Piccoli, die vom Liebespaar Piccoli/Audran aus dem Weg geschafft wird. Ihre letzte große Film-Nebenrolle ist die der Journalistin Jeanne in Bertrand Taverniers Der Uhrmacher von St. Paul (1974).
Clotilde Joano spielte zudem in mehreren Kurzfilmen, u. a. bei Agnès Varda, ihr letzter war 1974 Le jeu des preuves von Luc Béraud. Auch ihr Ehemann François Martin, damals ein junger Regisseur, besetzte sie für seinen Kurzfilm L'Équinoxe.

## Filmografie (Auswahl)
- 1969: Pack den Tiger schnell am Schwanz (Le Diable par la queue)
- 1969: Die Eingeladene (L’invitée)